# Строберрі-Пойнт (Айова)
Строберрі-Пойнт (англ. Strawberry Point) — місто (англ. city) в США, в окрузі Клейтон штату Айова. Населення — 1155 осіб (2020).

## Географія
Строберрі-Пойнт розташоване за координатами 42°40′49″ пн. ш. 91°32′6″ зх. д. / 42.68028° пн. ш. 91.53500° зх. д. (42.680338, -91.534957).  За даними Бюро перепису населення США в 2010 році місто мало площу 5,47 км², уся площа — суходіл.

## Демографія
Згідно з переписом 2010 року, у місті мешкало 1279 осіб у 559 домогосподарствах у складі 348 родин. Густота населення становила 234 особи/км².  Було 622 помешкання (114/км²).
Расовий склад населення:
| - 98,7 % — білих - 0,3 % — вихідців з тихоокеанських островів - 0,2 % — чорних або афроамериканців - 0,1 % — корінних американців |

До двох чи більше рас належало 0,6 %. Частка іспаномовних становила 0,9 % від усіх жителів.
За віковим діапазоном населення розподілялося таким чином: 22,4 % — особи молодші 18 років, 53,8 % — особи у віці 18—64 років, 23,8 % — особи у віці 65 років та старші. Медіана віку мешканця становила 45,2 року. На 100 осіб жіночої статі у місті припадало 92,0 чоловіків;  на 100 жінок у віці від 18 років та старших — 89,0 чоловіків також старших 18 років.
Середній дохід на одне домашнє господарство  становив 57 026 доларів США (медіана — 43 700), а середній дохід на одну сім'ю — 66 839 доларів (медіана — 58 229). Медіана доходів становила 40 052 долари для чоловіків та 30 962 долари для жінок. За межею бідності перебувало 8,3 % осіб, у тому числі 4,9 % дітей у віці до 18 років та 14,6 % осіб у віці 65 років та старших.
Цивільне працевлаштоване населення становило 626 осіб. Основні галузі зайнятості: виробництво — 24,4 %, освіта, охорона здоров'я та соціальна допомога — 21,1 %, будівництво — 15,7 %, роздрібна торгівля — 11,5 %.